# Polysilazane
Un polysilazane est un polymère inorganique constitué d'une chaîne d'atomes alternativement de silicium et d'azote, de formule générique [–SiR1R2–NR3]n, dans laquelle R1, R2 et R3 peuvent représenter des atomes d'hydrogène ou des substituants organiques. Le disilazane H3Si–NH–SiH3, le trisilazane H3Si–NH–SiH2–NH–SiH3 ou encore l'hexaméthyldisilazane (CH3)3Si–NH–Si(CH3)3 sont des exemples de polysilazanes simples.

## Nomenclature
Lorsque les substituants R1, R2 et R3 sont tous des atomes d'hydrogène, on parle de perhydropolysilazane, voire de polysilazane inorganique, de structure [–SiH2–NH]n. Si des substituants hydrocarbonés sont liés aux atomes de silicium, on parle d’organopolysilazanes ; ces derniers, de structure [–SiR1R2–NH]n, sont isoélectroniques des polysiloxanes (silicones), de structure [–SiR1R2–O]n.
Si un seul atome de silicium est lié à chaque atome d'azote, on parle de silylamine ou d'aminosilane ; c'est par exemple le cas de la triéthylsilylamine Si(CH2CH3)3–NH2. Si trois atomes de silicium sont liés à chaque atome d'azote, on parle de silsesquiazane.
Les petites molécules cycliques présentant une alternance d'atomes de silicium et d'azote dans leur cycle sont appelées cyclosilazanes ; c'est par exemple le cas du cyclotrisilazane [H2Si–NH]3. À l'opposé, les polysilazanes sont des polymères constitués de longues chaînes et parfois de nombreux cycles qui peuvent présenter de ce fait des masses moléculaires très élevées ; c'est par exemple le cas des poly(diméthylsilazane)s, de formule (CH3)3Si–NH[–Si(CH3)2–NH]n–Si(CH3)3.